# I soldi degli altri (film 1991)
I soldi degli altri (Other People's Money) è un film del 1991 diretto da Norman Jewison.

## Trama
Lawrence "Larry the Liquidator" Garfield è un predone aziendale di successo che è diventato ricco acquistando società e svendendone i beni. Con l'aiuto di un programma computerizzato di analisi azionaria chiamato "Carmen", Garfield ha identificato la "New England Wire & Cable Company" come suo prossimo obiettivo. L'azienda in difficoltà è gestita dal benevolo e popolare Andrew "Jorgy" Jorgenson ed è il principale datore di lavoro nella sua piccola città del Rhode Island.
Garfield decide di rilevare l'azienda. Dopo che Jorgy viene a sapere di aver presentato un rapporto sulla Schedule 13D e dopo aver ostinatamente insistito sul fatto che nessun estraneo può prendere il controllo di un'attività iniziata da suo padre, Jorgy viene finalmente convinto ad assumere la sua figliastra Kate, un avvocato di una grande città, a difendersi da un'acquisizione ostile. Garfield è immediatamente colpito dalla bella Kate, anche se segue le sue tattiche e non vacilla dal suo obiettivo di diventare l'azionista di maggioranza della "New England Wire & Cable". Garfield cerca senza tatto e senza successo di sedurla. Nonostante il loro antagonismo, Kate si ritrova attratta dalla natura audace di Garfield.
Il tentativo di acquisizione inizia a fratturare la famiglia della "New England Wire & Cable Company". La madre di Kate, Bea, si reca segretamente negli uffici di Garfield per offrire un milione di dollari in greenmail a Garfield se se ne andrà, ma lui rifiuta, affermando di non prendere soldi da vedove o orfani. Il fidato presidente della società Bill Coles, temendo che l'acquisizione lo lasci senza nulla, si offre di lasciare che Garfield voti le sue azioni nella società in cambio di un pagamento di un milione di dollari. Garfield è d'accordo, ma specifica che Coles otterrà solo la metà se le sue azioni non riusciranno a recuperare il margine di vittoria.
Garfield accetta l'offerta di Jorgy di lasciare che la questione venga risolta durante l'assemblea annuale degli azionisti. Facendo affidamento sul supporto di amici e investitori di lunga data, Jorgy lancia un appassionato appello per salvare l'azienda, facendo appello alle tradizioni della produzione in contrapposizione al nuovo tipo di capitalismo rappresentato da Larry il Liquidatore, in cui gli acquirenti delle aziende non creano prodotti o posti di lavoro e sono interessati solo al denaro. Gli azionisti sembrano influenzati dal discorso di Jorgy e fischiano Garfield quando si alza per replicare.
Nella sua confutazione, Garfield paragona la "New England Wire & Cable" all'ultimo produttore di fruste per calesse, sostenendo che anche se il prodotto dell'azienda può essere di alta qualità, il cambiamento della tecnologia lo ha reso obsoleto. Piuttosto che gestire un'impresa in fallimento, sostiene che gli azionisti dovrebbero seguire il suo esempio e ottenere tutto il valore possibile dalle azioni prima dell'inevitabile fine della società. Almeno quando questa società sarà liquidata, dice, finiranno con pochi dollari in tasca.
Al momento del voto, gli azionisti concordano di concedere a Garfield il controllo della società. Il margine di vittoria è maggiore delle quote di Coles e quindi non riceve l'intero importo che ha tradito Jorgy per ottenere.
Tornato a casa a Manhattan, Garfield si ritrova insolitamente abbattuto dopo la sua vittoria, avendo capito di aver perso la sua occasione per una storia d'amore con Kate. Proprio in quel momento, Kate chiama. Sta discutendo con una casa automobilistica giapponese che vuole assumere New England Wire & Cable per produrre tela metallica di acciaio inossidabile per la produzione di airbag per automobili, cosa che renderà l'azienda di nuovo redditizia su un nuovo prodotto industriale in espansione. Un eccitato Garfield la invita a cena per discuterne ma Kate gli dice a pranzo, facendo presupporre che fosse per affari. Garfield arrossisce e sorride a questo, intuendo che non sarà così.